# Шустер, Штефан
Штефан Шустер (нем. Stefan Schuster; род. 7 ноября 1961, Майсен) — немецкий биофизик, один из ведущих специалистов в области организации метаболизма и математического моделирования в биологии, профессор биоинформатики в Университете имени Фридриха Шиллера в Йене.

## Краткая биография
Штефан Шустер — выпускник Университета имени Гумбольдта в Берлине, там же на кафедре теоретической биофизики под руководством Рейнхарта Хейнриха он защитил диссертацию по теме «Теоретические исследования взаимосвязи временной иерархии и принципов оптимизации ферментативных реакций». С 2003 года — профессор кафедры биоинформатики в Университете имени Фридриха Шиллера в Йене. Является редактором журнала BioSystems, выпускаемого издательством Elsevier.

## Научные достижения
Область интересов Штефана Шустера включает биоинформатику и теорию систем, в том числе эволюционную теорию игр, теорию метаболического контроля, биологические осцилляции и анализ метаболических путей.
Методы, разработанные Штефаном Шустером в области теории метаболического контроля и анализа метаболических потоков, позволили, в частности, предсказывать жизнеспособность мутантов бактерий, вычислять скорость метаболизма коферментов, определять уровень продукции антибиотиков, а также оценить возможность синтеза углеводов из жиров у человека и высших животных посредством обходных путей метаболизма. Штефан Шустер также участвует в разработке компьютерных программ для анализа метаболических путей. По состоянию на октябрь 2019 года его работы цитировались более 15000 раз, индекс Хирша равен 50.